# Sant Joan Baptista d'Orcau
Sant Joan Baptista d'Orcau (o, simplement, Sant Joan d'Orcau, és una església romànica del poble d'Orcau (Pallars Jussà), de l'antic terme d'aquest mateix nom, actualment inclòs en el d'Isona i Conca Dellà. És una obra inclosa a l'Inventari del Patrimoni Arquitectònic de Catalunya.

## Història
Es tracta d'una església que mai no va assolir el rang de parròquia, si bé un petit espai annex al temple mostra que devia ser el lloc on s'estenia el cementiri del poble d'Orcau. Sempre ha constat com una capella de la parròquia de Santa Maria d'Orcau, abans situada a dalt del castell, a l'actual església, enrunada, de la Mare de Déu de la Pietat del Castell d'Orcau, i més modernament a l'església nova de Santa Maria, a baix el poble. Tot i que es tracta d'una obra indubtablement, no hi ha documentació antiga d'aquesta església, ja que la primera que s'ha trobat és la d'una visita pastoral del 1758, i després, en un Pla parroquial del 1904. Aquesta església ha romàs molts anys desafectada i abandonada, fins que fou restaurada i dignificada vers l'any 1990.

## Descripció
L'església de Sant Joan es troba al poble vell d'Orcau, a l'altre costat del barranc on hi ha l'actual nucli de la població. És una construcció d'una sola nau amb capçalera triabsidal. La nau és de la nau s'obren les dues absidioles, força més petites, i poc profundes. A la part coberta amb volta de canó reforçada per dos arcs torals. L'absis central està precedit d'un arc presbiteral i té una finestra de doble esqueixada central. Als dos costats central del mur de migdia s'obre una senzilla porta adovellada. El frontispici és coronat per l'espadanya de dues obertures.
Hi ha dues finestres curciformes: una a la façana de ponent, i l'altra sobre l'arc presbiteral principal. L'església sencera és bastida damunt de la roca, que aflora en diversos llocs, principalment a l'absidiola nord, on la roca arriba a formar un banc, per damunt del sòl de la nau. No hi ha ornamentació enlloc, i l'aparell és de carreus grossos, regular, com la major part d'esglésies pertanyents al segle xii.